# Chōwa (filosofie)
Chōwa (長和) is een begrip dat afkomstig is uit Japan en het betekent de zoektocht naar een leven in balans.  Akemi Tanaka, een in Groot-Brittannië wonende Japanse schrijfster, schreef een boek over chōwa onder het motto "Rust is de olie die alles soepel laat lopen."

Om een balans te vinden is het noodzakelijk om het leven met alle onvolkomenheden te aanvaarden en de schoonheid van de imperfectie te ervaren  (het Japanse begrip wabi-sabi). Het is  een voortdurend proces om een juiste verhouding te vinden tussen werk en privé, het in stand houden van een langdurige liefdesrelatie en vele andere problemen op het levenspad.
De Engelse krant The Independent schrijft dat wanneer je boeken allemaal hebt opgeruimd volgens de methode van Marie Kondō, er plek is voor een harmonieus bestaan met chōwa.

Tanaka betoogt dat harmonie niet vanzelf komt. Je moet ervoor in actie komen door, bijvoorbeeld, oprecht naar anderen te luisteren. Wederzijds respect en kalmte zijn daarbij van groot belang. De schrijfster vindt dat de mensen in de Westerse wereld veel te snel reageren in een conversatie. Het is beter om even te wachten en je eigen gedachten van een afstand te bekijken. Ook in het tonen van andere emoties is evenwichtigheid het sleutelwoord. Zo is de standaardreactie op boosheid van iemand anders daarop met boosheid te reageren. Voor de balans is het zinniger om begrip te tonen voor de emotie van de tegenpartij.

Chōwa, benadrukt Tanaka, streeft niet naar een gewenst resultaat, maar is gericht op een evenwicht tussen tegenstrijdige belangen en gevoelens.
Het Japans heeft voor het begrip mens een apart karakter van twee lijnen die met elkaar verbonden zijn: 人、英: spreek uit jin. Het geeft aan dat mensen onderling afhankelijk van elkaar zijn  en het ook goed is om anderen te helpen in balans te komen. De mensen zelf zijn weer deel van een groter geheel: de natuur.	